# Rostislav Václavíček (1972)
Rostislav Václavíček (* 9. ledna 1972) je bývalý český fotbalový obránce. Na vrcholové úrovni se věnoval též futsalu.

## Rodina
Jeho otec Rostislav Václavíček byl rovněž fotbalistou (olympijský vítěz z Moskvy 1980, mistr čs. ligy 1977/78 se Zbrojovkou Brno). Jeho sestra Romana je manželkou bývalého prvoligového hráče Jiřího Pechy.

## Hráčská kariéra
Na podzim 1990 byl v širším kádru A-mužstva Zbrojovky Brno, do nejvyšší soutěže však nezasáhl. Na jaře 1991 odešel na vojnu do SKP Znojmo-Práče, kde hrál 3. nejvyšší soutěž.
Druhou nejvyšší soutěž si zahrál během hostování v Baníku Havířov. V MSFL (3. nejvyšší soutěž) se objevil ještě v dresu zbrojováckého B-mužstva, Baníku Ratíškovice a FC Zeman Brno. Později hrál nižší soutěže např. za FC CVM Mokrá-Horákov.

### Evropské poháry
V sobotu 15. července 1995 nastoupil za Boby Brno v utkání Poháru Intertoto na hřišti rumunského klubu Ceahlăul Piatra Neamț (prohra 0:2).

### Ligová bilance
| Ročník                               | Zápasy | Góly | Minuty | Klub                 |
| ------------------------------------ | ------ | ---- | ------ | -------------------- |
| III. liga – sk. B 1990/91            | –      | –    | –      | SKP Znojmo - Práče   |
| MSFL 1991/92                         | –      | –    | –      | SKP Znojmo - Práče   |
| MSFL 1993/94                         | –      | 1    | –      | FC Boby Brno „B“     |
| II. liga 1993/94                     | –      | 0    | –      | FK Baník Havířov     |
| II. liga 1994/95                     | –      | 0    | –      | FK Baník Havířov     |
| MSFL 1995/96                         | –      | 2    | –      | SK Baník Ratíškovice |
| MSFL 1997/98                         | –      | 2    | –      | FC Zeman Brno        |
| CELKEM II. LIGA                      | –      | 0    | –      |                      |
| CELKEM III. LIGA – MSFL (od 1993/94) | –      | 5    | –      |                      |

## Futsal
Na vrcholové úrovni se věnoval též futsalu v brněnském klubu Dino Brno. V nejvyšší soutěži ČR si ve dvou sezonách připsal 41 start a 8 vstřelených branek, ve druhé nejvyšší soutěži odehrál během jednoho ročníku 23 zápasy, v nichž docílil 14 branek.

## Ostatní sporty
Ve volném čase se věnuje vícero sportům, mezi něž patří mj. cyklistika či běh.